# Hans Hagen
Hans Hagen (15 de juliol de 1894 - 11 d'octubre de 1957) fou un futbolista alemany de la dècada de 1920.
Fou 12 cops internacional amb la selecció alemanya. Pel que fa a clubs, defensà els colors de SpVgg Fürth.